# Jardin de Balata
Der Jardin de Balata ist ein Botanischer Garten in Fort-de-France, dem Hauptort von Martinique, einer zu Frankreich gehörenden Insel in der Karibik.

## Geschichte
Der Jardin de Balata wurde nach den Plänen von Jean-Philippe Thoze, einem Landschaftswissenschaftler erstellt. Er begann 1982 mit ersten Gartenarbeiten um das kreolische Landhaus seiner Großeltern herum, eröffnete den Park im Jahr 1986 und benötigte für die detaillierte Gestaltung der Anlagen weitere 20 Jahre. Thoze wählte für den Park den symbolträchtigen Namen „Balata“, in Anlehnung an den Balatabaum (Manilkara bidentata), der in Martinique zu den bedrohten Arten zählt. 2009 wurde der Park von Franck Chaulet und dessen Frau Angelique übernommen und für den Tourismus ausgebaut. Beide hatten zuvor schon den Zoo de Guadeloupe sowie den Zoo de Guyane mit einem ähnlichen Konzept erfolgreich geführt.

## Anlagenkonzept
Die Fläche des Botanischen Gartens beträgt ca. 3,0 Hektar. Das Gelände ist leicht hügelig. Im Jardin de Balata sind abwechselnd naturbelassene Sektionen und Neuanpflanzungen zu finden. Es werden Spazierwege über Hängebrücken in den Wipfeln der großen Bäume in einer Höhe von mehr als zehn Metern über dem Boden sowie Wanderwege in der Ebene entlang von Blumenrabatten und Teichen sowie durch dichte Waldlandschaften geboten. Der Garten bietet auch hölzerne Aussichtstürme und einen Kinderspielplatz. Weiterhin stehen den Besuchern eine Rezeption, ein Restaurant und ein Andenkenladen zur Verfügung.

## Flora und Fauna
Der Botanische Garten beherbergt rund 3.000 verschiedene Arten von tropischen Pflanzen aus aller Welt, darunter ca. 80 Palmenarten. Zu den Ausstellungshöhepunkten zählen außerdem tropische dekorative Bäume, Sträucher und krautige Stauden, Baumfarne, Bambus, Ingwergewächse (Zingiberaceae), Osterluzeigewächse (Aristolochiaceae), Guaven (Psidium), Bromeliengewächse (Bromeliaceae), Alpinia, Hibiskus (Hibiscus), Helikonien (Heliconia), Flamingoblumen (Anthurium), Seerosen (Nymphaea) sowie einheimische Orchideen.
Im Park werden neben freilebenden auch einige wenige Tiere in Gefangenschaft gehalten und für die Besucher ausgestellt, beispielsweise Kois, Kolibris (Trochilidae) und Leguane (Iguanidae).

## Galerie
Die nachfolgende Bildauswahl zeigt einige Parkausschnitte sowie typische Pflanzenarten aus dem Bestand des Jardin de Balata:

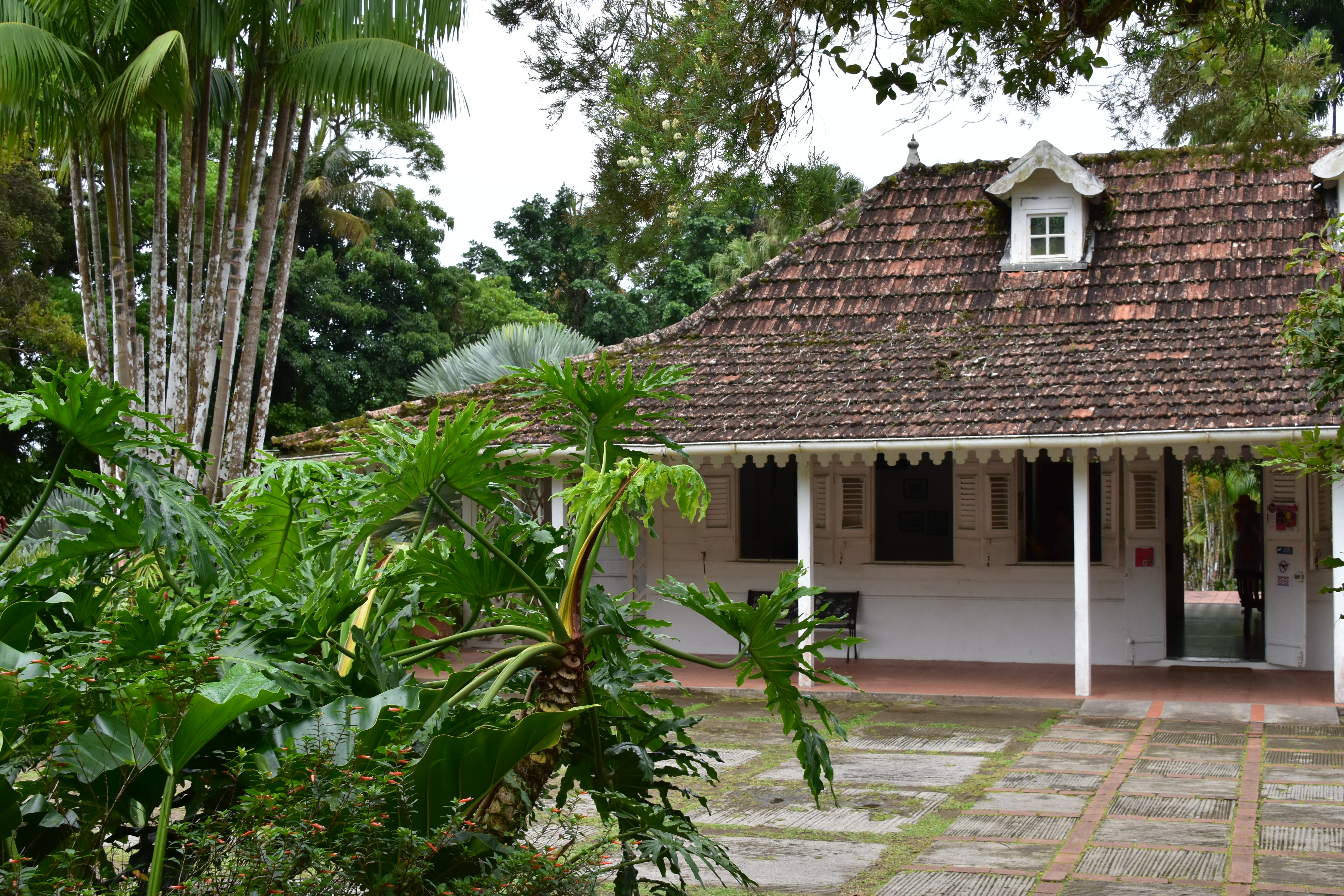
Kreolisches Haus im Park
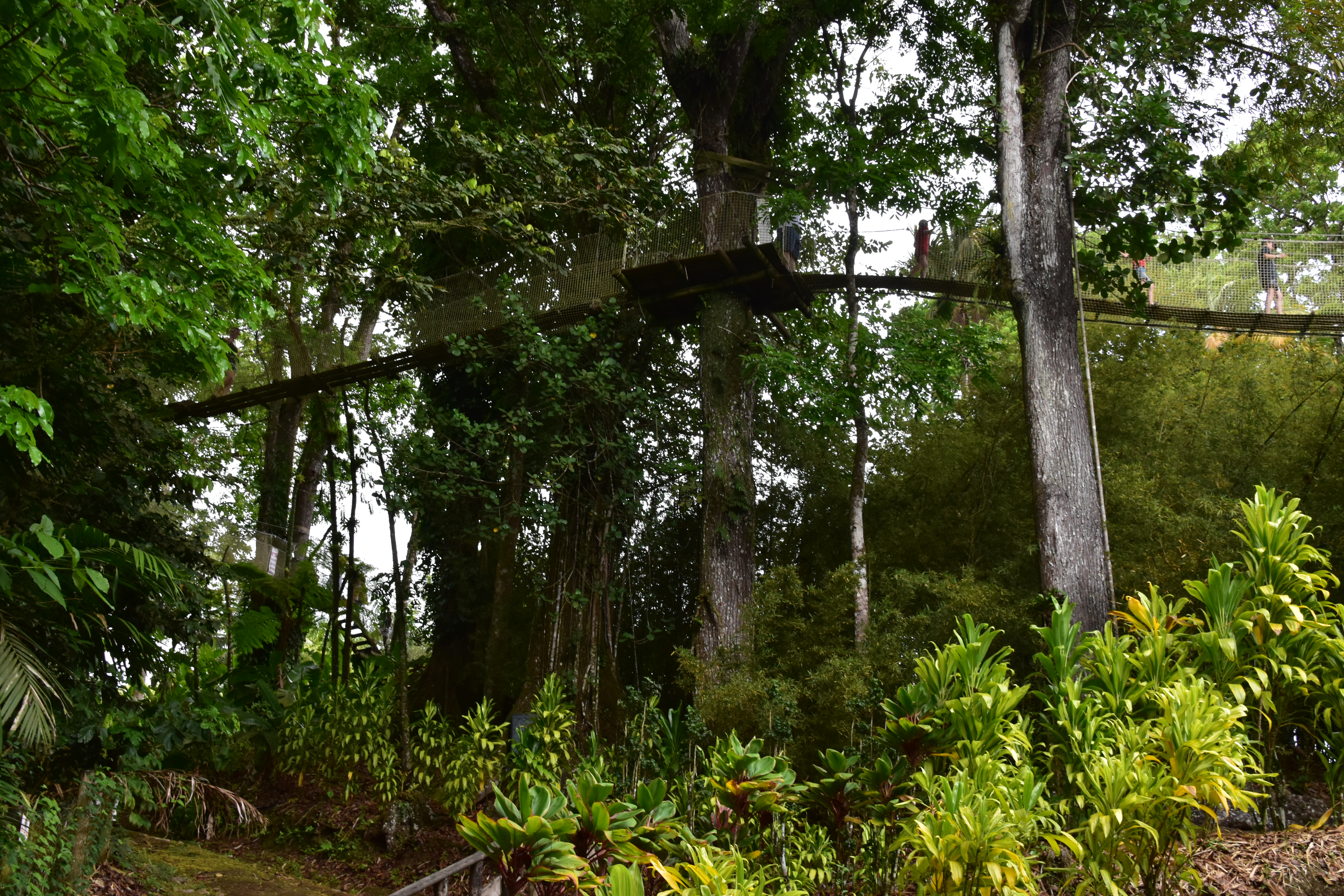
Hängebrückenweg
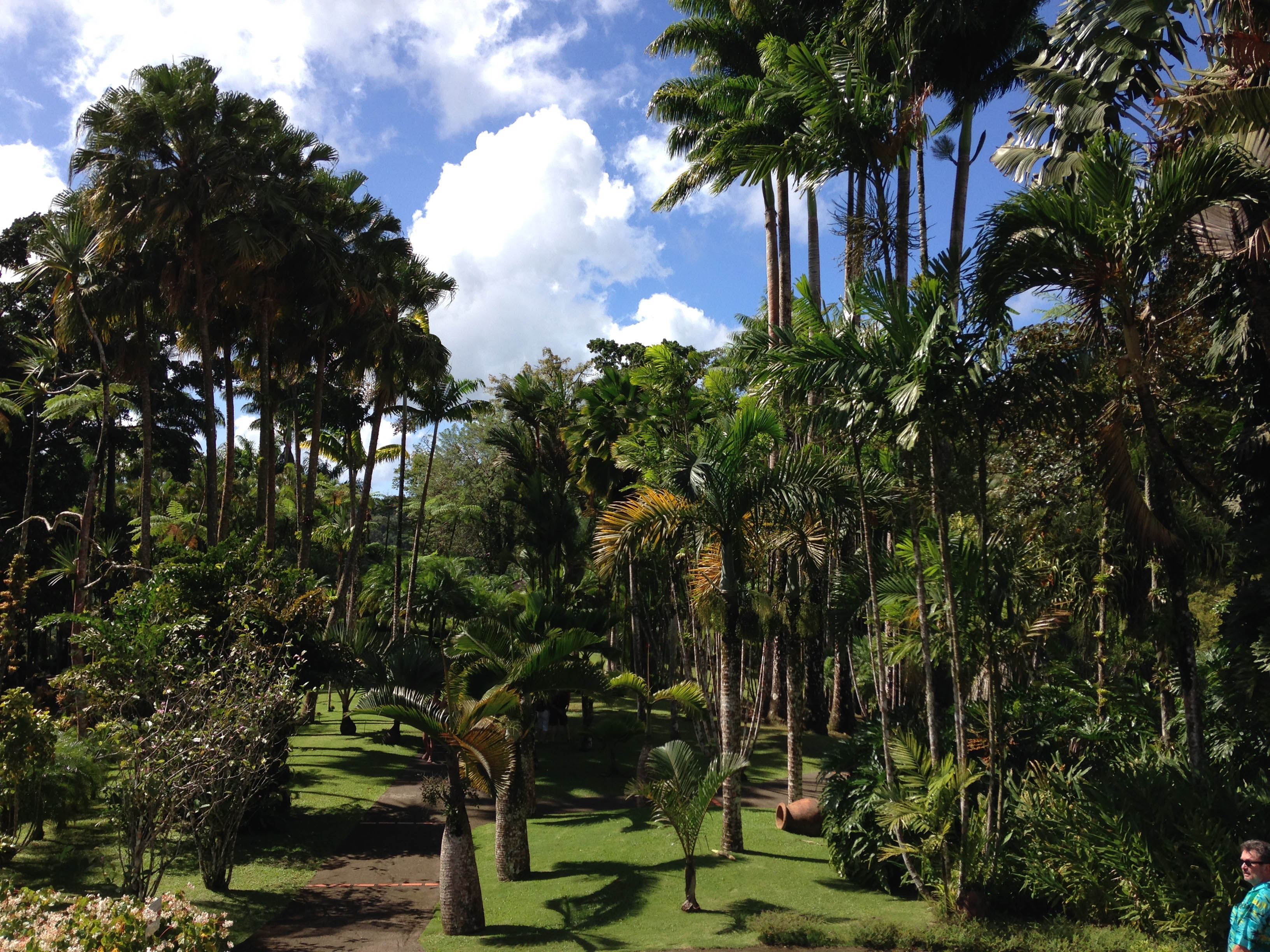
Palmenwald
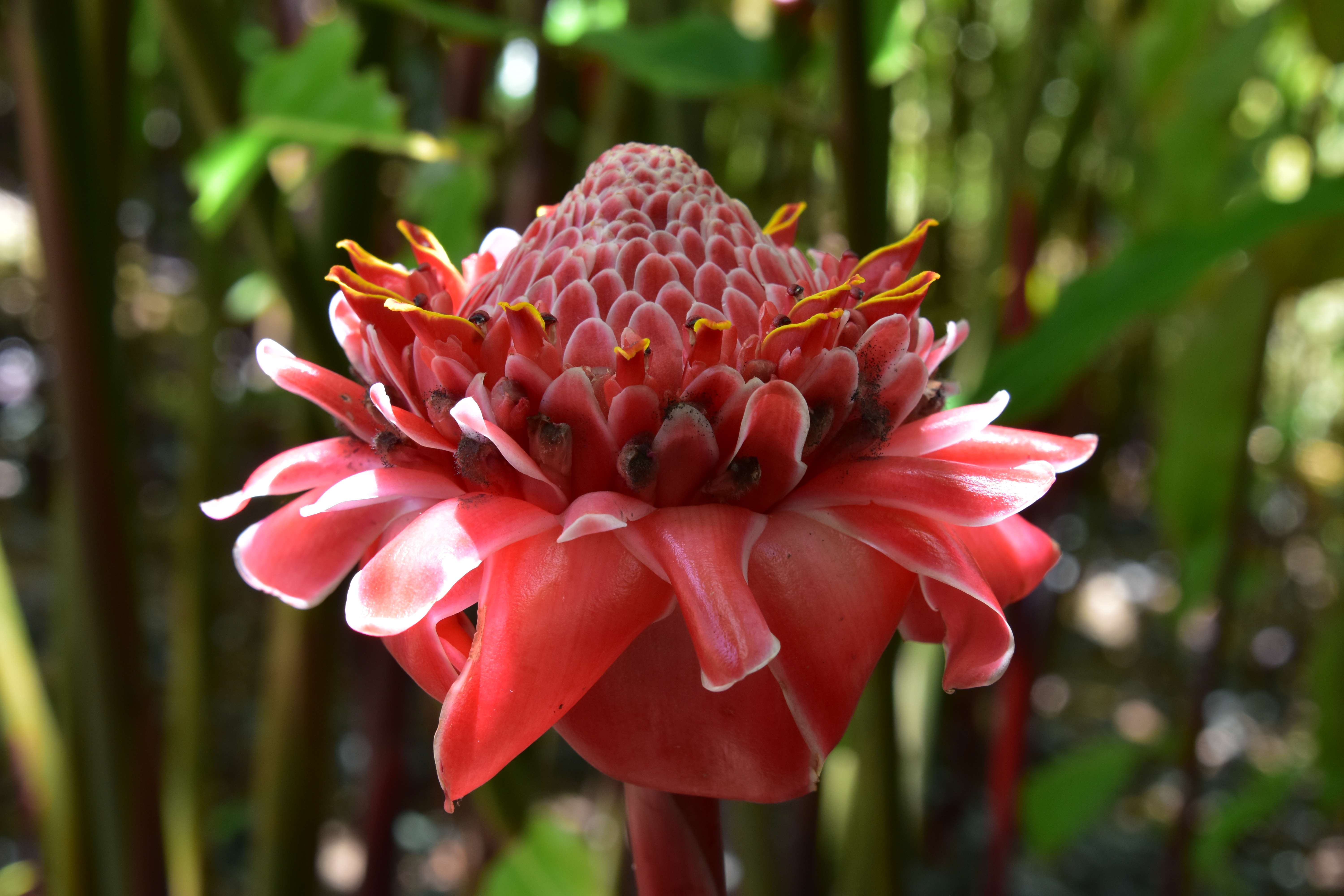
Fackel-Ingwer-Blüte (Etlingera elatior)
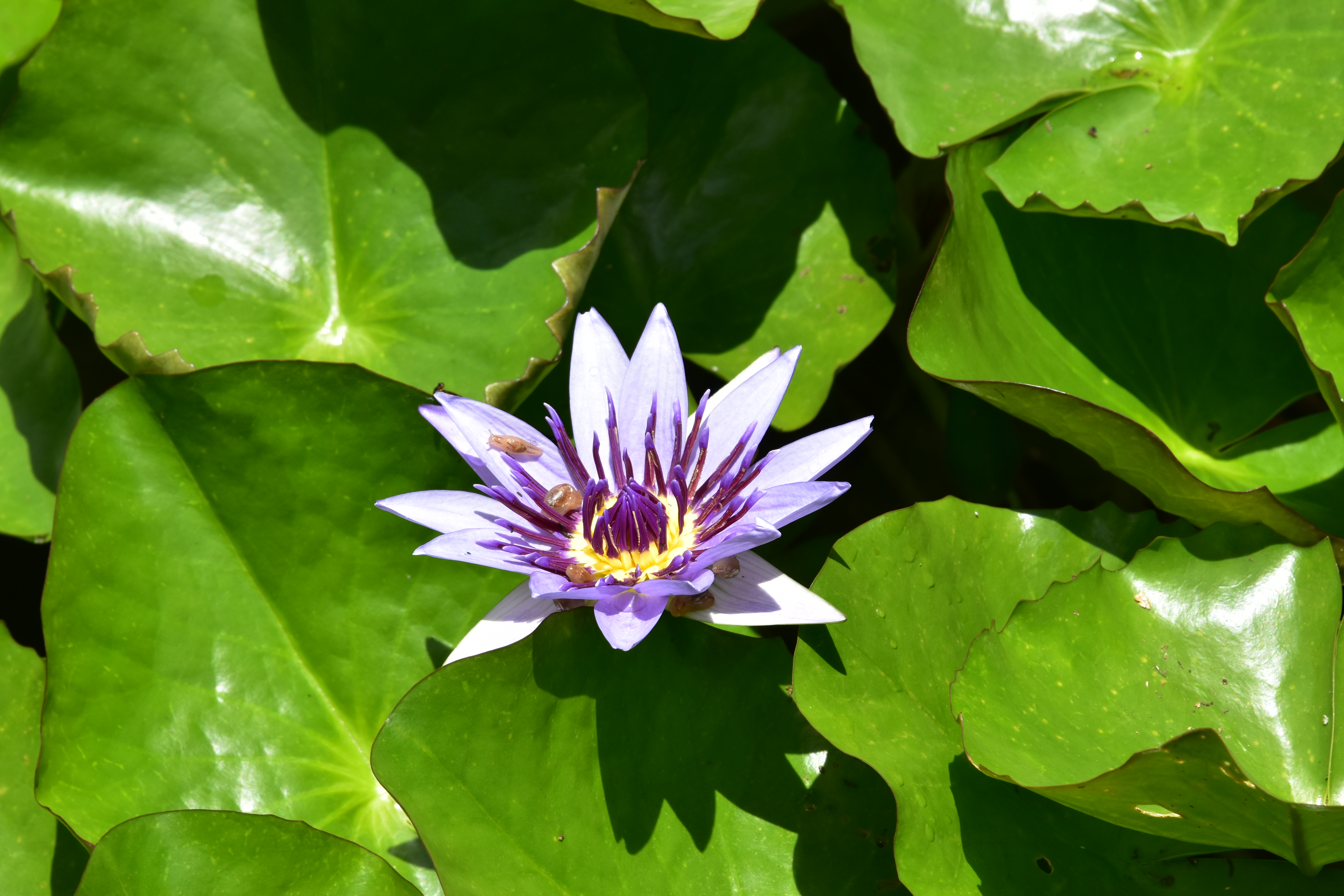
Stern-Seerose (Nymphaea nouchali)